# Glavoči
Glavoči ili glamci (lat. Gobiidae) je porodica riba iz reda grgečki (lat. Perciformes) tj. nadreda tvrdoperki (lat. Acanthopterygii) koja obuhvata više od 2.000 vrsta. Ova porodica je jedna od najbrojnijih ribljih porodica, svrstanih u 250 rodova. Porodica se dalje deli na pet podporodica, a to su: Oxudercinae, Amblyopinae, Sicydiinae, Gobionellinae i Gobiinae. Većina glavoča je relativno mala, manja od 10 cm, a pojedine vrste rodova Trimmaton i Pandaka jedva dosegnu i 1 cm dužine. Postoje i veći glavoči, koji su u poređenju sa navedenima divovi, kao što su pripadnici rodova Gobioides i Periophthalmodon koji narastu i preko 30 cm dužine. Najveći od svih glavoča je Gobioides broussenetii koji naraste i do 50 cm dužine. Generalno govoreći, glavoči ne predstavljaju značajnu stavku u ljudskoj prehrani, ali imaju znatnu ulogu u prehrani drugih vrsta (raža, bakalar, lubin,...). Takođe, glavoči kao pridneni predatori imaju važnu ulogu u čišćenju dna od raznih ostataka. Pojedine vrste se uzgajaju i kao ribice za morske akvarijume.

## Osobine
Jedno od najvažnijih obeležja glavoča jeste njihova trbušna peraja, odnosno spoj njihovih trbušnih peraja. One su srasle zajedno i čine tanirasti organ sličnih osobina kao lovke hobotnice koji služi da se glavoč prilepi za podlogu, stvarajući podpritisak, koji može da izdrži njegovu težinu i u uspravnom položaju. Drugo važno obeležje glavoča je njihovo leđno peraje, odnosno podeljenost istog, tako da formira dva odvojena dela.
Glavoči su većinom stanovnici priobalnog dela mora, malih dubina, a takođe su brojni i u bočatim vodama. Pojedine vrste su prilagođene i za život u potpuno slatkoj vodi. Većinom se hrane malim beskičmenjacima, a pojedine veće vrste se hrane manjim ribama. Retki glavoči su i vegetarijanci, te se hrane algama.
Prilikom razmnožavanja, većina glavoča skriva svoja jajaa lepeći ih za stenu, koral ili travu. Takođe, kod velikog broja vrsta, otac čuva jaja dok se mladi ne izlegu. Nekoliko vrsta glavoča je poznato da menja pol tokom života, premda ovo nije tipično za glavoče.

## Simbioza
Glavoči ponekad žive u simbiozi s drugim morskim organizmima. Jedan od takvih primera je saživot s kozicom, gde glavoč živi u rupi koju je napravila kozica. Rupa glavoču pruža sigurnost, a kozica je dobila „izviđača”, odnosno, sistem ranog upozorenja. Naime, vid kozice je slab i ona se oslanja na upozorenja glavoča o nailazećoj opasnosti da bi se sakrila u rupu.
Drugi primer simbioze je kod roda Elacatinus, koji su razvili svoj talent čišćenja parazita s većih riba, koje ih ne napadaju iako bi u normalnim okolnostima to uradile. Ovde, veća riba donosi hranu glavočima, a za uzvrat, oni ih čiste od parazita.

## Spoljašnje veze
- „Goby”. New International Encyclopedia. 1906.